# Кориша
Кориша е село в Косово, община Призрен, Призренски окръг.

## История
Село Кориша е известно с това че оттук е родом българският светец Петър Коришки.
В околностите на селото се намират руините на много средновековни български черкви, както и манастира „Свети Архангели“ и разрушените манастир „Петър и Павел“ и манастир „Свети Марко“. В манастира „Свети Архангели“ намерил покой цар Стефан Душан, преди костите му да бъдат пренесени от Радослав Груич в църквата Свети Марко (Белград).
В най-ново време селото става известно с последната голяма и с най-многобройни жертви бомбардировка на НАТО над бивша Югославия.
Жителите на село Кориша се декларират приемуществено като албанци.